# Aleurodicus fucatus
Aleurodicus fucatus là một loài côn trùng cánh nửa trong họ Aleyrodidae, phân họ Aleurodicinae.
Aleurodicus fucatus được Bondar miêu tả khoa học đầu tiên năm 1923.